# Casa Beccaria May
Casa Beccaria May è un palazzo di Pavia, in Lombardia.

## Storia
Dove già fin dal XII secolo sorgevano edifici, come la torre, ancor oggi esistente testimonia, il nobile Agostino Bellisomi, nel 1675, acquistò dall'ospedale San Matteo una casa che confinava con l'antica dimora della famiglia. Dopo la morte di Agostino, la cui eredità fu legata al nipote Pio e alla sua discendenza maschile, la casa diventò proprietà del fratello Aurelio Bellisomi, alla scomparsa di questi, 1723, la casa passò al nipote Gaetano, che per un certo tempo l'affittò a un certo dottor Ferrario e, nel 1738, dopo aver richiesto al Senato di Milano la revoca del fedecommesso che ne impediva l'alienazione, vendette la casa a Carlo Sigismondo Lacchini, da cui passò poi ai Beccaria e poi ai May.

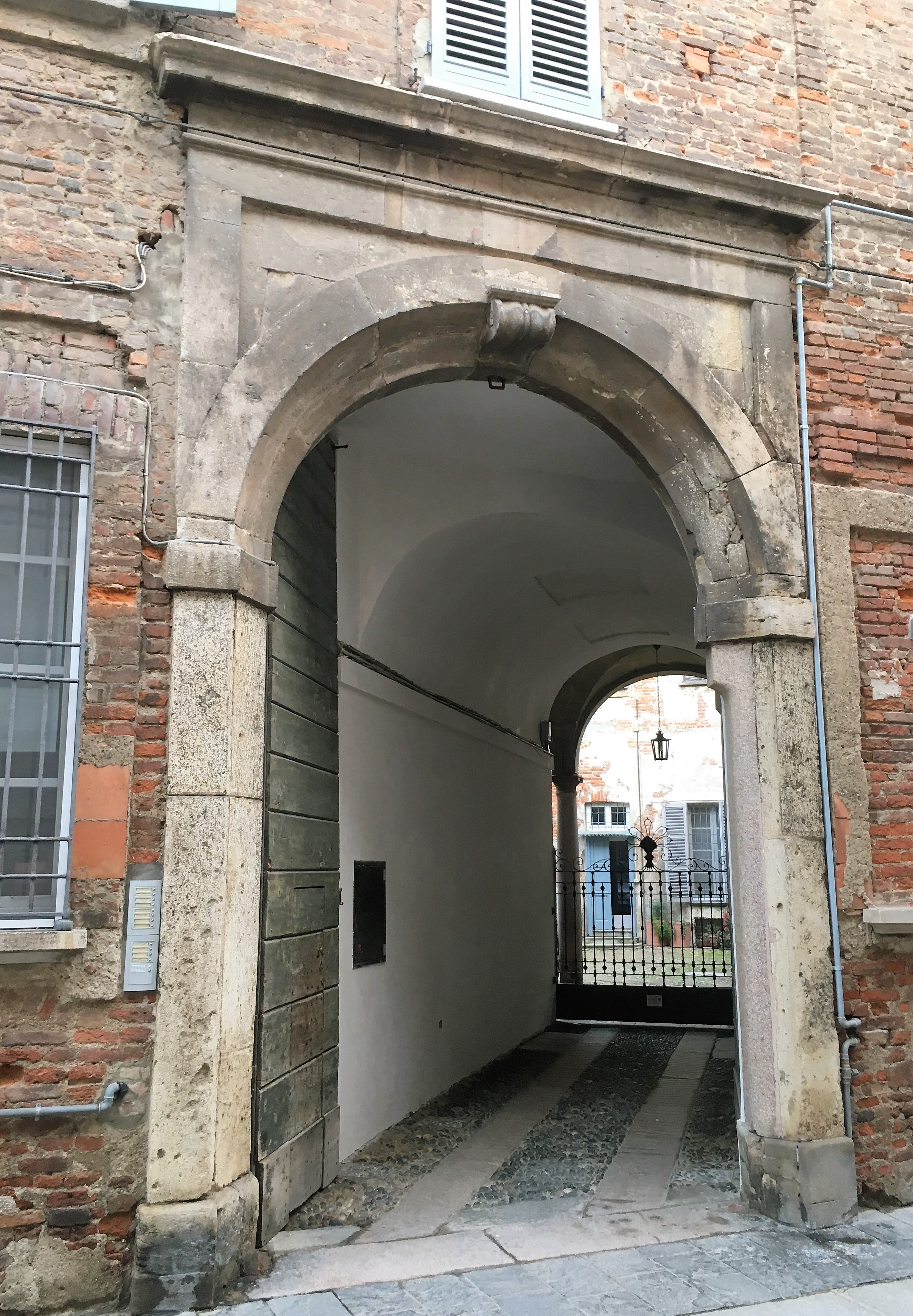
Il portale
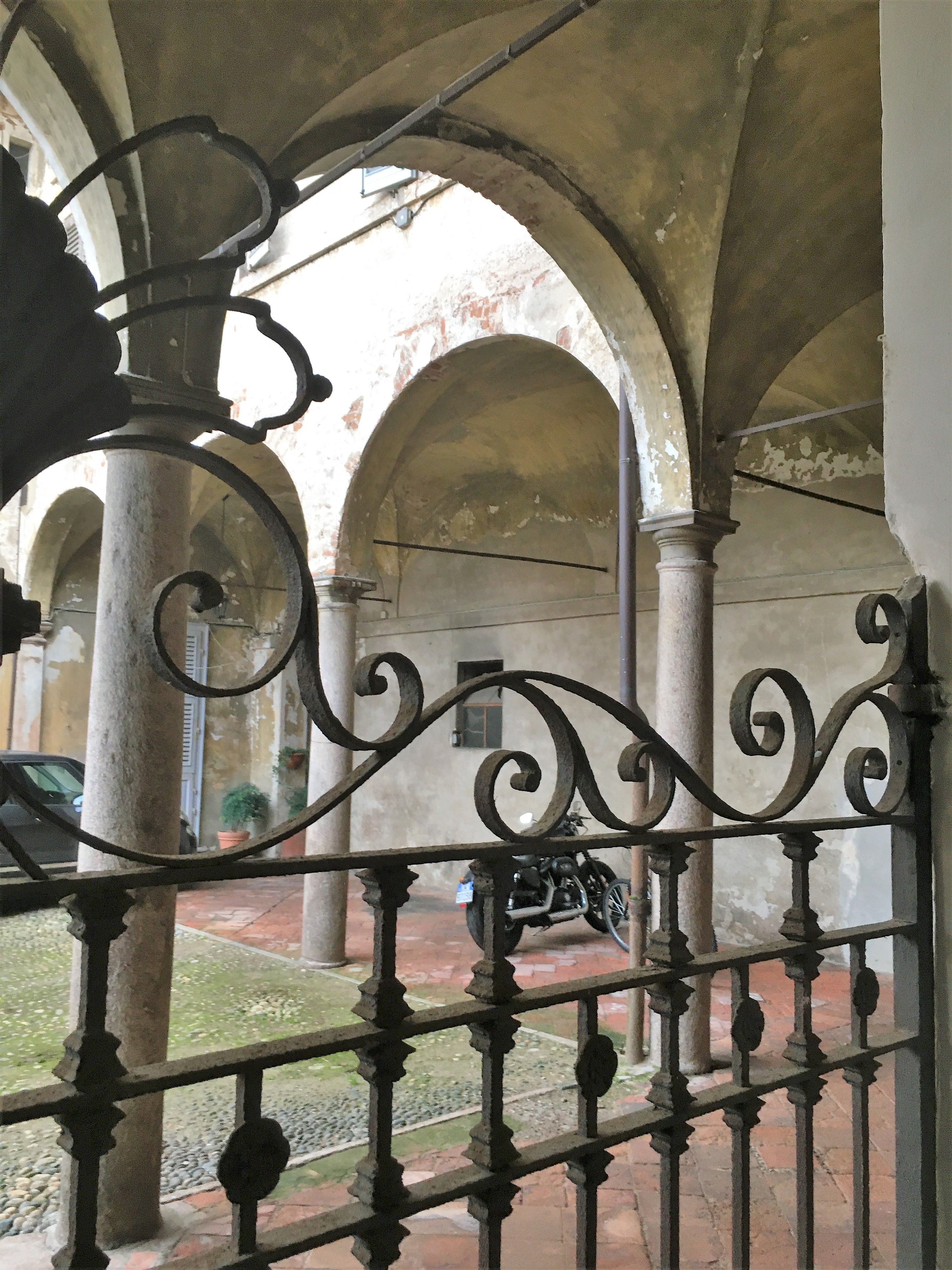
Il primo cortile interno

## Descrizione
Il palazzo si sviluppò, rimodellando edifici di età medievale, come la grande torre, alta 35 metri, e munita di loggetta superiore, probabilmente realizzata intorno al XVI secolo, ma che originariamente doveva essere molto più alta, come dimostrano la base quadrata di circa 5,50 cm per lato, con spessore murario di 180 cm e le poderose fondazioni in ciottoli di fiume alte più di 2 metri. Il palazzo è strutturato su una corte "nobile" porticata con colonne di ordine tuscanico in granito, aperto su un grande giardino. Esternamente presenta aperture incorniciate da decorazione di gusto rococò, verosimilmente realizzate intorno al 1738, dato che abbiamo notizia di pagamenti a muratori, stuccatori, indoratori e pittori, per la ristrutturazione del palazzo.